# Alejandro Ávila
Pour les articles homonymes, voir Ávila (homonymie).
Alejandro Ávila, (né Alejandro Aranda Ávila le 9 février 1964 à Salamanque, État de Guanajuato au Mexique), est un acteur et chanteur mexicain.

## Biographie
Alejandro Avila est marié à un mannequin cubain du nom de Susana Cruz avec laquelle il a deux enfants : Valentina et Emiliano.

## Carrière
Alejandro Ávila commence sa carrière en 1996, en jouant aux côtés de Erika Buenfil et Eduardo Santamarina dans Marisol, la telenovela de Juan Osorio.
Durant sa carrière, il participe à de nombreuses telenovelas dont : Esmeralda (1997), Rosalinda (1999), El precio de tu amor (2000), Amigas y rivales (2001), De pocas, pocas pulgas (2003), El amor no tiene precio (2005) et Amar sin límites (2006).
En 2007, on le retrouve dans la telenovela Pasión où il partage la vedette avec Susana González et Fernando Colunga. Ensuite, cette année-là, il interprète le personnage de Víctor dans la telenovela Tormenta en el paraíso de Juan Osorio, aux côtés de Sara Maldonado et de Mariana Seoane.
En 2008, il se joint à la production de Mapat, Juro que te amo, telenovela où il incarne Mariano Lazcano et où il partage la vedette avec  Ana Brenda Contreras et José Ron.
En 2009, Salvador Mejía lui propose de faire partie de la distribution de la nouvelle adaptation de Corazón salvaje.
Au milieu de 2010, il participe à la nouvelle version de la telenovela Teresa où il donne vie à Cutberto, un mariachi qui est éperdument amoureux du personnage de Cynthia Klitbo.
Un an après, il travaille dans la production de José Alberto Castro, la telenovela La que no podía amar.
En 2013, il intègre l'équipe artistique de la telenovela Lo que la vida me robó.
Alejandro est aussi chanteur : il interprète la chanson Mujer prohibida écrite par Alex Sirvent pour la telenovela Lo que la vida me robó.

## Filmographie

### Cinéma
- 1993 : La niña de Izamal
- 1991 : La rata
- 1990 : El estrangulador de la rosa : padrote 2
- 1990 : La ley de la mafia : hampón #3

### Telenovelas
- 2015 : Que te perdone Dios : Lucio Ramírez[2]
- 2013-2014 : Lo que la vida me robó : Víctor Hernández
- 2012-2013 : Porque el amor manda : Fernando Rivadeneira[3]
- 2012 : Corona de lágrimas : Baldomero Chavero[4]
- 2012 : Abismo de pasión : Doctor Manrique
- 2011-2012 : La que no podía amar : Ernesto Cortés
- 2010-2011 : Teresa : Cutberto González
- 2009 : Corazón salvaje : Pablo Miranda[5]
- 2008 : Juro que te amo : Mariano Lazcano[6]
- 2007 : Tormenta en el paraíso : Víctor
- 2007 : Pasión : Juancho
- 2007 : Amor sin maquillaje : lui-même
- 2006-2007 : Amar sin límites : Mario López
- 2006 : Duelo de pasiones : Orlando Villaseñor
- 2005 : El amor no tiene precio : Dr. Arnaldo Herrera
- 2005 : Piel de otoño : Bruno Dordelli
- 2003 : De pocas, pocas pulgas : Lorenzo Valverde
- 2002 : La otra : Román Guillén
- 2001 : Amigas y rivales : Sebastián Morales
- 2000-2001 : El precio de tu amor : Guillermo San Miguel